# Língua fuliiru
O Fuliiru, ou Kifuliiru, é uma língua bantu dos Grandes Lagos falada pelo povo Fuliiru, que vive no norte e oeste da cidade de Uvira, no Território de Uvira, província de Kivu do Sul, no extremo leste da República Democrática do Congo (RDC). É intimamente relacionado à língua nyindu.

## Fonologia

### Consoantes
A tabela abaixo fornece o conjunto consonantal de Fuliir.
|             |                | Labial | Alveolar | Pós- alveolar | Palatal | Velar | Laringeal |
| ----------- | -------------- | ------ | -------- | ------------- | ------- | --- | --------- |
| Plosiva     | surda          | p      | t        |               |         | k |           |
| Plosiva     | sonora         |        | d        |               |         | g |           |
| Plosiva     | pré-nasalizada | mb     | nd       |               |         | ŋg |           |
| Fricativa   | surda          | f      | s        | ʃ             |         | | h         |
| Fricativa   | sonora         | v      | z        | ʒ             |         | |           |
| Nasal       | Nasal          | m      | n        |               | ɲ       | |           |
| Líquida     | Líquida        |        | l/ɾ      |               |         | |           |
| Aproximante | Aproximante    | β      |          |               | j       | (w) Este som é muito raro em Fuliiru e só ocorre depois de outras consoantes ou como resultado de um /u/ se tornando uma semivogal. |           |

Vários sons mudam quando precedidos por uma nasal: sons surdos tornam-se sonoros, e /β/ e /h/ são percebidos como [b]. O fonema /n/ assimila-se ao lugar das consoantes que o seguem: pode ser percebido como [m], [ɱ], [n], [ɲ] ou [ŋ]. 
O fonema /l/ é percebido como [d] após /n/, como [ɾ] após as vogais anteriores /e/ e /i/, e como [l] em outros lugares. O fonema /ɾ/ também é percebido como [d] após /n/, mas como [ɾ] em outros lugares.

### Vogais
A tabela abaixo apresenta os sons vocálicos de Fuliiru.
|         | Anterior | Posterior |
| ------- | -------- | --------- |
| Fechada | i        | u         |
| Medial  | e        | o         |
| Aberta  | a        | a         |

Todas as cinco vogais ocorrem nas formas longa]] e curta], uma distinção que éfonemicamente distintiva]]. A qualidade de uma vogal não é afetada por sua duração. 

### Tons
Como a maioria das línguas bantu, o fuliiru é tonal, com um contraste bidirecional entre tons altos e baixos. Os morfemas podem ser subjacentemente altos (H), baixos (L) ou sem tom. Foneticamente, tons altos, baixos, médios e descendentes podem ocorrer; os tons médios são a realização de uma sequência LH subjacente, e os tons descendentes são a realização de uma sequência HL subjacente ou um tom H final de enunciado.
Os tons são indicados por acentos nas vogals: Agudo (alto), Grave (baixo), circunflexo (decrescente).

## Escrita
A língua usa uma forma do alfabeto latino sem as letras C, Q, X. Usam-se as formas Ny, Sh.

## Amostra de texto
•	Múgùmà ànábwîrà úwábò kwóyêhé ndááyé úwábò múndú úwàngàmútébà náyé úwábò ànámúbwîrà kwóyékì àngàmútébà.
Um certo homem disse ao seu companheiro que ninguém seria capaz de enganá-lo. E [o companheiro] disse-lhe que ele [a alternativa inesperada] seria aquele que o enganaria.
•	Íkíshókómà kyókìrì némísí úkúhímà ìyó shúúlì.
O leopardo é aquele que tem uma força que supera o touro.
•	Ùyó múnyérè ànáshùbì mwágúlá ífwárángà hálìkó ùyó mútàbínà yêhé àtànázìtwázà.
E aquela menina jogou o dinheiro novamente, mas aquele rapaz não deu atenção a isso.